# Kippflügel (Flugzeug)

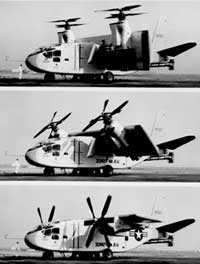
Kippflügel am Beispiel der Hiller X-18

Mit Kippflügel (auch fälschlicherweise oft Schwenkflügel) wird eine Bauweise von Flugzeugen und Luftfahrzeugen bezeichnet, bei der die Tragflächen um die Querachse des Flugzeuges gekippt werden können, um die Schubrichtung der Triebwerke zu verändern. Sie gehören damit zu den Wandelflugzeugen.
Kippflügel ermöglichen in vertikaler Stellung senkrechte Starts und Landungen (VTOL). In der Übergangsphase werden die Tragflächen zunehmend horizontal gekippt, um die Vorwärtsbewegung und so den Auftrieb an den Tragflächen selbst zu erzeugen. Den Übergang vom Schwebe- zum Horizontalflug und zurück nennt man Transition.
Eng verwandt mit dieser Bauart sind die Kipprotorflugzeuge, die jedoch nicht die gesamte Flügelfläche, sondern nur die Triebwerke kippen.
Obwohl es in der Vergangenheit bereits funktionsfähige Flugzeugtypen mit Kippflügeln gab (zum Beispiel die Ling-Temco-Vought XC-142), konnte sich diese Bauweise nicht durchsetzen. Zur Entwicklungsgeschichte von Kippflügelflugzeugen siehe Wandelflugzeug#Kippflügel.

## Flugzeugtypen mit Kippflügeln
- 1938 – Weserflug P.1003/1 Konzept
- 1957 – Vertol VZ-2
- 1959 – Hiller X-18
- 1964 – Ling-Temco-Vought XC-142
- 1965 – Canadair CL-84
- 2015 – Greased Lightning GL-10 (von der NASA entwickelte Drohne)[1]
- 2018 – Vahana